# Raivis Belohvoščiks
Raivis Belohvoščiks (Riga, 21 de gener de 1976) és un ciclista letó, ja retirat, professional des del 1998 al 2011.
Gran contrarellotgista, en el seu palmarès destaquen deu campionats nacionals de l'especialitat. També ha guanyat un campionat nacional en ruta, el 2002, i els Tres dies de La Panne de 2003. Durant la seva carrera esportiva ha participat en dues edicions dels Jocs Olímpics d'Estiu, el 2000 i 2008.

## Palmarès
- 1995
  - 1r a la Lieja-Bastogne-Lieja sub-23
- 1996
  - 1r a la Lieja-Bastogne-Lieja sub-23
  - 1r al Gran Premi Criquielion (Beyne-Heusay)
- 1997
  - 1r al Gran Premi de Poggiana
  - Vencedor d'una etapa al Tour de la Regió valona
- 1999
  - Vencedor d'una etapa de la Volta a Alemanya
- 2000
  -  Campió de Letònia en contrarellotge
  - Vencedor d'una etapa de la Volta a Suïssa
- 2001
  -  Campió de Letònia en contrarellotge
  - Vencedor d'una etapa de la Volta a Luxemburg
- 2002
  -  Campió de Letònia en ruta
  -  Campió de Letònia en contrarellotge
- 2003
  -  Campió de Letònia en contrarellotge
  - 1r als Tres dies de La Panne i vencedor d'una etapa
- 2005
  -  Campió de Letònia en contrarellotge
- 2006
  -  Campió de Letònia en contrarellotge
  - 1r a la Crono de les Nacions-Les Herbiers
  - Vencedor d'una etapa de la Volta al Japó
- 2007
  -  Campió de Letònia en contrarellotge
- 2008
  -  Campió de Letònia en contrarellotge
  - Vencedor d'una etapa del Tour del Benelux
- 2009
  -  Campió de Letònia en contrarellotge
- 2010
  -  Campió de Letònia en contrarellotge

### Resultats al Tour de França
- 1999. Abandona (10a etapa)
- 2001. 110è de la classificació general
- 2002. 118è de la classificació general

### Resultats al Giro d'Itàlia
- 2007. 117è de la classificació general
- 2008. Fora de control (16a etapa)